# A Year and a Bit
A Year and a Bit is een nummer van de Nederlandse indierockband Voicst uit 2009. Het is de vierde en laatste single van hun tweede studioalbum A Tale of Two Devils.
"A Year and a Bit" werd de op één na grootste hit voor de band, na Everyday I Work on the Road uit 2008. Het bereikte de 9e positie in de Nederlandse Tipparade. Na dit nummer heeft Voicst tot nu toe geen hits meer weten te scoren.